# Flagge der Republik Moldau
Die Flagge der Republik Moldau wurde in einem Gesetz vom 12. Mai 1990 erstmals festgelegt, noch vor der Unabhängigkeit des Landes am 27. August 1991. Nochmals erwähnt wird sie in der Verfassung vom 29. Juli 1994.

## Beschreibung
Die Flagge ist eine Trikolore in den Farben blau, gelb und rot (von links nach rechts). Das Seitenverhältnis der Höhe zur Breite beträgt 1:2. In der Mitte der Flagge liegt das Wappen der Republik Moldau, ein Adler, der einen Schild mit der Abbildung eines Stiers hält. Der Schild hat einen historischen Ursprung und weist mit dem Stier auf das ehemalige Fürstentum Moldau und mit dem Adler auf Rumänien hin. Vorbild für die Farbwahl war die Flagge Rumäniens. Das Seitenverhältnis folgt sowjetischer Tradition.
Die Rückseite der Flagge bildet seit 2010 das Wappen spiegelverkehrt ab. Davor fehlte das Wappen auf der Rückseite.
Die Flaggen der Republik Moldau und Rumäniens weisen große Ähnlichkeiten mit den Flaggen Andorras und des Tschads auf.

1:2    Rückseite der Flagge der Republik Moldau bis 2010
1:2   Rückseite der Flagge der Republik Moldau seit 2010
Aufbau der Nationalflagge

### Farben
Das Flaggengesetz vom 17. September 2010 definiert die Farben der Flagge für verschiedene Systeme.
| System            | Berlin Blau | Chromgelb  | Vermion-Rot | Braun (im Wappen) | Grün (im Wappen) |
| ----------------- | ----------- | ---------- | ----------- | ----------------- | ---------------- |
| RGB               | 0-70-174    | 255-210-0  | 204-9-47    | 176-126-91        | 0-122-80         |
| Hexadezimalformat | #0046AE     | #FFD200    | #CC092F     | #B07E5B           | #007A50          |
| Pantone           | 293c        | 109c       | 186c        | 4645c             | 3415c            |
| CYMK              | 97.81.0.0   | 1.15.100.0 | 13.100.90.4 | 28.15.68.7        | 100.26.86.14     |

### 1917–1918

Staatsflagge der Moldauischen Demokratischen Republik

## Geschichte

### 1944–1952
Nach der Annexion durch die Sowjetunion während des Zweiten Weltkriegs erhielt Moldau ab 1944 eine Flagge mit den kyrillischen Buchstaben РССМ (RSSM für Република Советикэ Сочиалистэ Молдовеняскэ; Moldauische Sozialistische Sowjetrepublik) in Serifenschrift auf rotem Grund. Die mit einem Hammer gekreuzte Sichel symbolisierte die Vereinigung als Teil in der Sowjetunion.

### 1952–1990
Zur Zeit der Moldauischen Sozialistischen Sowjetrepublik als Teil der Sowjetunion hatte Moldau ab dem 31. Januar 1952 eine rote Flagge mit horizontal verlaufenden, grünen Streifen unter Hammer und Sichel. Der hinzugefügte Rote Stern stand als Symbol für die kommunistischen Werte und die klassenlose Gesellschaft. Auf der Rückseite fehlten die Symbole. Die große Ähnlichkeit mit den Flaggen aller Sowjetrepubliken sollte dabei nochmals das Kollektiv und die Gleichheit unterstreichen.

1:2 Flagge der MSSR 1944–1952
1:2 Flagge der MSSR 1952–1990
1:2 Rückseite der Flagge der MSSR 1952–1990

## Weitere Flaggen der Republik Moldau
Seit 2010 gibt es neue Flaggen für verschiedene Amtsinhaber des Landes.
Die Flagge der Armee ist nicht zu verwechseln mit einer Kriegsflagge. Sie ist eine Flagge der Organisation, nicht eine eigene Version der Nationalflagge. Die Flagge der Armee wird parallel zur Nationalflagge verwendet, nicht stattdessen.

1:1 Präsident
1:1 Parlamentspräsident
1:1 Premierminister

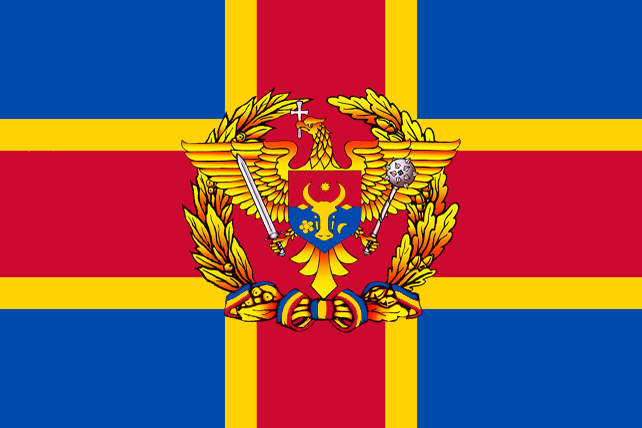
2:3 Moldauische Streitkräfte

### Transnistrien
Die abtrünnige Transnistrische Moldauische Republik (Transnistrien), die international nicht anerkannt ist, verwendet seit den frühen 1990er Jahren die Flagge der Moldauischen SSR. Für Nicht-Regierungsgeschäfte wie persönlichen oder kommerziellen Gebrauch ist die Variante ohne die sowjetischen Symbole (Hammer, Sichel und Stern) gestattet. 2009 wurde zusätzlich eine Nationalflagge in den Farben weiß blau rot vorgeschlagen. Diese ist fast identisch mit der Flagge Russlands, nur das Seitenverhältnis ist anders (1:2 statt des russischen 2:3). Damit will man das enge Verhältnis zu Russland zeigen.

1:2 Flagge Transnistriens
1:2 Variante ohne Hammer und Sichel
1:2 Nationalflagge Transnistriens

### Gagausien
Das zur Republik Moldau gehörende autonome Gebiet Gagausien verfügt über eine eigene Flagge. Ebenso das dort lebende Volk der Gagausen.

1:2 Flagge Gagausiens
Flagge der Gagausen